# La Bazeuge
La Bazeuge település Franciaországban, Haute-Vienne megyében. Lakosainak száma 144 fő (2022. január 1.). La Bazeuge Oradour-Saint-Genest, Tersannes, Dinsac és Azat-le-Ris községekkel határos.

## Népesség
A település népességének változása:
| Lakosok száma | 133  | 134  | 139  | 140  | 144  | 147  | 148  | 146  | 144  |
|               | 2013 | 2015 | 2016 | 2017 | 2018 | 2019 | 2020 | 2021 | 2022 |